# Tony Levin (baterista)
Tony Levin (Much Wenlock, 30 de janeiro de 1940 - Birmingham, 3 de fevereiro de 2011) foi um baterista de jazz inglês. 
Levin trabalhou em inúmeras bandas e tocou no Ronnie Scott's Jazz Club na década de 1960.

## Ligação externa
- Tony Levin Biography